# Деша
Де́ша — родима київських майстрів золотих і срібних справ XVIII—XIX століть; батько, син і онук.
- Василь Олексійович Деша (1737 — близько 1805). Позолотив куполи храмів і дзвіниць Чернігова, Козельця, Глухова; зробив різьблений іконостас для Кирилівського монастиря, жертовник для церкви Катерини Михайлівського Золотоверхого монастиря;
- Григорій Васильович Деша (близько 1779—1838). З 1811 року був майстром срібного цеху, з 1812 року мав майстерню. Серед робіт: срібні карбовані шати на дві ікони Миколи-чудотворця — для Китаївської пустині (1820) і для 16-го єгерського полку (1830) та інше;
- Андрій Григорович Деша (1821 — близько 1872).